# Bryn Williams-Jones
 (juin 2018).
 (juin 2018).
Bryn Williams-Jones est un bioéthicien canadien qui, depuis 2010, dirige les programmes de bioéthique à l'École de santé publique de l'Université de Montréal et est professeur au Département de médecine sociale et préventive,. Il est cofondateur et éditeur en chef du Canadien Journal of Bioethics / Revue canadienne de bioéthique, la première revue de bioéthique bilingue en libre accès au Canada (anciennement appelée BioéthiqueOnline, 2012-17), et est membre de l'Institut de recherche en santé publique (IRSPUM) et le Centre de recherche en éthique (CRÉ).

## Éducation
Un chercheur interdisciplinaire, Williams-Jones a complété un baccalauréat en philosophie, puis une maîtrise en études religieuses (spécialisation en bioéthique) à l'Université McGill, avant de poursuivre son doctorat en études interdisciplinaires (bioéthique) au W. Maurice Young Centre for Applied Ethics à l'Université de la Colombie-Britannique, où il s'est concentré sur les questions de génétique et d'éthique,. Il a ensuite fait une postdoctorat au Centre for Family Research de l'Université de Cambridge et a été chercheur junior au Homerton College. Avant d'occuper son poste actuel à l'Université de Montréal, il a travaillé pendant un an à titre d'éthicien de recherche au Cardiff Institute of Society, Health and Ethics de l'Université de Cardiff, au Pays de Galles.

## Recherche
Williams-Jones s'intéresse aux implications socio-éthiques et politiques des innovations en santé dans divers contextes. Son travail examine les conflits qui surgissent dans la recherche académique et la pratique professionnelle en vue de développer des outils éthiques pratiques pour gérer ces conflits quand ils ne peuvent être évités. Il a publié plus de 100 articles, commentaires, chapitres de livres et études de cas, sur des sujets liés aux politiques de santé publique, à la réglementation et aux innovations scientifiques et technologiques sur des sujets tels que la génétique, le développement pharmaceutique, la publicité directe au consommateur, la nanotechnologie et la pharmacogénomique. Il a également publié sur la conduite responsable de la recherche (c.-à-d. l'intégrité scientifique, l'éthique de la recherche), en mettant l'accent sur la gestion des conflits d'intérêts.

## Service académique
Williams-Jones développe des approches pédagogiques novatrices en éthique professionnelle, en éthique de la santé publique et en intégrité scientifique. Il a siégé à des comités universitaires de la Faculté des études supérieures et de l'École de santé publique de l'Université de Montréal pour élaborer des initiatives de gouvernance pour encourager la conduit responsable en recherche et de prévenir l'inconduite (tels que le plagiat et les conflits d'intérêts). Il est membre spécialisé en éthique du Comité universitaire d'éthique de la recherche (CUER), et a siégé à des comités consultatifs d'experts pour les Instituts de recherche en santé du Canada, le Conseil de recherches en sciences humaines du Canada, Génome Canada et l'Institut national d'excellence en santé et en services sociaux du Québec (INESSS).

## Média
Williams-Jones a été interviewé par LaPresse,,, CBC,, Le Devoir, Toronto Star, National Post, et est apparu sur les émissions de radio et de télévision telles que Tout le monde en parle, ICI Radio-Canada,,, et CBC Newsworld.